# Ядерна енергетика Казахстану
Використання ядерної енергії в Казахстані почалося з першої казахстанської атомної електростанції, реактора на швидких нейтронах БН-350 в Актау, який працював з 1973 по 1999 роки, прототипу радянської епохи, що передував реактору БН-600. Відтоді він експлуатував лише чотири менші дослідницькі реактори і не мав можливостей виробництва ядерної електроенергії. Казахстан є країною номер один у світі за обсягами виробництва урану, який використовується для ядерного палива. Нинішні плани, починаючи з 1997 року, передбачають будівництво двох нових атомних електростанцій поблизу міст Улькен і Курчатов.

## Перші ядерні реактори
Першим ядерним енергетичним реактором Казахстану став реактор на швидких нейтронах БН-350 з натрієвим охолодженням на Мангишлакській атомній електростанції в Актау на березі Каспійського моря. Будівництво почалося в 1964 році, коли Казахстан ще був частиною СРСР. Станція вперше виробила електроенергію в 1973 році з потужністю 350 МВт. Крім того, БН-350 також використовувався для виробництва плутонію для програми ядерної зброї та для опріснення води для постачання питної води. Крім енергетичного реактора БН-350, Казахстан має чотири дослідницькі реактори, три на колишньому Семипалатинському випробувальному полігоні (ЕВГ 1, ІГР і РА) і один в Алатау, поблизу колишньої столиці Алмати (ВВР-К).
Після проголошення незалежності Казахстану від Радянського Союзу в 1991 році територія була денуклеаризована шляхом повернення всіх ядерних боєголовок Російській Федерації в 1994 році. Термін експлуатації реактора Мангишлакської АЕС офіційно закінчився в 1993 році, а в червні 1994 року реактор був змушений припинити роботу, його було закрито через відсутність коштів на закупівлю палива. У 1995 році термін дії ліцензії заводу закінчився. Коли припинили виробництво відпрацьованого палива, що містить плутоній у 1999 році реактор нарешті зупинився.
Казахстан давно відіграє важливу роль у виробництві ядерного палива. Розвідка урану почалася в 1943 році. З тих пір країна розширила свої можливості з видобутку урану і в 2011 році стала найбільшим виробником урану в світі. Експортований уран з Казахстану постачає ядерні реактори багатьох країн світу.

## Плани щодо нових реакторів
Плани будівництва нових ядерних реакторів сягають 1997 року, до остаточної зупинки БН-350. У 1998 році казахський уряд оголосив про свої наміри побудувати новий енергетичний реактор біля озера Балхаш, який, однак, не був реалізований у наступні роки. З 2006 року плани щодо нових реакторів обговорювалися з Росією, а в 2014 році було підписано меморандум про взаєморозуміння щодо будівництва реакторів з російською атомною корпорацією Росатом. Перший реактор тоді передбачалося розмістити біля Курчатова.
У 2013 році Казахстан прийняв «Концепцію зеленої економіки», згідно з якою до 2050 року 97% виробництва електроенергії з викопного палива буде переведено на щонайменше 50% відновлюваних і ядерних джерел, а до 2060 року досягне повної вуглецевої нейтральності. З цією метою уряд бере на себе зобов’язання щодо розвитку ядерних потужностей:
Якщо Казахстан взяв курс на вуглецевий нейтралітет, то немає іншого вибору, окрім будівництва кількох АЕС
Тим не менш, будівництво АЕС все одно було відкладено через «відсутність негайної потреби» в додатковій електроенергії в 2016 році, але прогнозовані потреби в енергії показують дефіцит 1400 МВт у південній зоні вже до 2028 року.
У доповіді Міжнародного агентства з атомної енергії на запит уряду від 2016 року було заявлено, що «Казахстан має хороші можливості для продовження розвитку своєї цивільної ядерної програми». З 2019 по 2022 рік планування прискорилося, і кілька постачальників з різних країн подали пропозиції щодо будівництва станцій. Станом на 2022 рік уряд оцінював шість потенційних постачальників: NuScale Power (США), Американо-японський консорціум GEH, KHNP (Корея), CNNC (КНР), Росатом (Росія) та EDF (Франція). Нинішній урядовий план передбачає будівництво першої електростанції потужністю 1200 МВт в Улькені біля озера Балхаш і другої електростанції в Курчатові потужністю 2 × 300 МВт. До 2035 року Казахстан хоче мати 2,4 ГВт ядерних потужностей.
На референдумі, який проводився в жовтні 2024 року, більше 70% людей підтримали будівництво нових ядерних електростанцій у країні.

## Перелік реакторів
| Назва | Блок №. | Реактор | Реактор | Статус      | Чиста потужність (MW) | Початок будівництва | Комерційне використання | Закриття |
| Назва | Блок №. | Тип     | Модель  | Статус      | Чиста потужність (MW) | Початок будівництва | Комерційне використання | Закриття |
| ----- | ------- | ------- | ------- | ----------- | --------------------- | ------------------- | ----------------------- | -------- |
| Актау | 1       | SFR     | БН-350  | Відключений | 350                   | 1964                | 1973                    | 1999     |